# Francesco Lo Celso
Francesco Lo Celso (Rosario, Provincia de Santa Fe, 5 de marzo de 2000) es un futbolista argentino que juega como volante ofensivo y su equipo actual es Instituto de la Primera División de Argentina cedido por Rosario Central.

## Trayectoria

### Rosario Central
Hizo su debut en la primera del canalla el 1 de marzo de 2020 ingresando a los 34 minutos del segundo tiempo en el partido frente a Arsenal de Sarandí, en lo que sería victoria 3 a 1 para Rosario Central en el Estadio Gigante de Arroyito por la fecha 22 de la Superliga Argentina 2019/20.
El día 2 de noviembre del año 2020 marca el tercer gol en la victoria 3 a 0 de Rosario Central en condición de local frente a Defensa y Justicia por la fecha 4 del grupo A de la Fase Complementación de la Copa de la Liga Profesional 2020, lo que significaría su primer gol en su carrera profesional y su primer gol con la camiseta del club.
El 20 de abril de 2021 jugó su primer partido en competencias internacionales, ingresando en el minuto 67 en el partido frente a 12 de Octubre por la fecha 1 del Grupo A de la Copa Sudamericana 2021, donde Central fue derrotado por 1 a 0 en condición de visitante.
A principios del año 2022, en un amistoso de pretemporada frente a Patronato, Lo Celso sufrió una ruptura del ligamento cruzado anterior de una de sus rodillas y tuvo que ser intervenido quirúrgicamente, lo que lo mantuvo fuera de las canchas el resto del año. Su vuelta a las canchas se dio el 12 de febrero del año siguiente, con Miguel Ángel Russo como entrenador, en la victoria por 2 a 1 frente a Arsenal de Sarandí.

### Instituto de Córdoba
Tras 6 años en club de arroyito, Francesco deja la institución al ser cedido a préstamo a Instituto de Córdoba por un año y con opción de compra para el equipo cordobés.

## Selección nacional

### Sub-20
Fue Internacional con la Selección de fútbol de Argentina a nivel sub-20. Debutando en un amistoso en 2018. Fue parte del plantel en el Campeonato Sudamericano Sub-20 de Chile en 2019

### Participaciones en Sudamericanos
| Torneo                   | Sede  | Resultado  | Partidos | Goles |
| ------------------------ | ----- | ---------- | -------- | ----- |
| Sudamericano Sub-20 2019 | Chile | Subcampeón | 3        | 0     |

## Clubes
| Club                 | País      | Año         |
| -------------------- | --------- | ----------- |
| Rosario Central      | Argentina | 2020 - 2024 |
| Instituto de Córdoba | Argentina | 2024 - Act. |

### Estadísticas
Actualizado al 14 de diciembre del 2024.
| Club | Div.          | Temporada     | Liga  | Liga  | Liga   | Copas Nacionales(1) | Copas Nacionales(1) | Copas Nacionales(1) | Copas Internacionales(2) | Copas Internacionales(2) | Copas Internacionales(2) | Total | Total | Total  |
| Club | Div.          | Temporada     | Part. | Goles | Asist. | Part.               | Goles               | Asist.              | Part.                    | Goles                    | Asist.                   | Part. | Goles | Asist. |
| --- | ------------- | ------------- | ----- | ----- | ------ | ------------------- | ------------------- | ------------------- | ------------------------ | ------------------------ | ------------------------ | ----- | ----- | ------ |
| Rosario Central Argentina                                                                                    | 1.ª           | 2019-20       | 1     | 0     | 0      | —                   | —                   | —                   | —                        | —                        | —                        | 1     | 0     | 0      |
| Rosario Central Argentina                                                                                    | 1.ª           | 2020-21       | —     | —     | —      | 7                   | 1                   | 0                   | —                        | —                        | —                        | 7     | 1     | 0      |
| Rosario Central Argentina                                                                                    | 1.ª           | 2021          | 21    | 0     | 1      | 5                   | 0                   | 1                   | 5                        | 0                        | 0                        | 31    | 0     | 2      |
| Rosario Central Argentina                                                                                    | 1.ª           | 2022          | 0     | 0     | 0      | 0                   | 0                   | 0                   | —                        | —                        | —                        | 0     | 0     | 0      |
| Rosario Central Argentina                                                                                    | 1.ª           | 2023          | 4     | 0     | 0      | 6                   | 0                   | 0                   | —                        | —                        | —                        | 10    | 0     | 0      |
| Rosario Central Argentina                                                                                    | 1.ª           | 2024          | 4     | 0     | 1      | 6                   | 0                   | 0                   | 1                        | 1                        | 0                        | 11    | 1     | 1      |
| Rosario Central Argentina                                                                                    | Total club    | Total club    | 30    | 0     | 2      | 24                  | 1                   | 1                   | 6                        | 1                        | 0                        | 60    | 2     | 3      |
| Instituto A. C. C. Argentina                                                                                 | 1.ª           | 2024          | 5     | 0     | 0      | —                   | —                   | —                   | —                        | —                        | —                        | 5     | 0     | 0      |
| Instituto A. C. C. Argentina                                                                                 | Total club    | Total club    | 5     | 0     | 0      | —                   | —                   | —                   | —                        | —                        | —                        | 5     | 0     | 0      |
| Total carrera                                                                                                | Total carrera | Total carrera | 35    | 0     | 2      | 24                  | 1                   | 1                   | 6                        | 1                        | 1                        | 65    | 2     | 3      |
| (1) Incluye Copa Argentina y Copa de la Liga Profesional. (2) Incluye Copa Libertadores y Copa Sudamericana. |               |               |       |       |        |                     |                     |                     |                          |                          |                          |       |       |        |

## Palmarés

### Campeonatos nacionales
| Título                      | Club            | País      | Año  |
| --------------------------- | --------------- | --------- | ---- |
| Copa de la Liga Profesional | Rosario Central | Argentina | 2023 |

## Vida privada
Es hermano de Giovani Lo Celso, futbolista del Real Betis y de la Selección Argentina.